# Damanhur
Damanjur es una ciudad del Bajo Egipto, la capital de la gobernación de Behera. Está localizada 160 kilómetros al noroeste de El Cairo, y 70 kilómetros al este de Alejandría, en medio del delta occidental del Nilo.

## Etimología
Denominada en antiguo egipcio, inicialmente, Behdet, después Tema-en-Hor, DmnHr, la “ciudad de Horus”; en copto, Ⲧⲙⲉⲛϩⲱⲣ, Tmenhor; en griego, Ἑρμοῦ πόλις μικρά, Hermoû pólis Mikrá; también se la llamó Metelis; y en latín, Hermópolis Parva; en árabe, دمنهور, Damanhur.
Su población es de 212.203 habitantes (2006).

## Historia
En la antigüedad, la ciudad era la capital de nomo VII del Bajo Egipto. Asentada junto al canal que conectaba el lago Moeris con el brazo Canópico, la mayor artería occidental del río Nilo (Champollion, L'Egypte, vol. II, p. 249). 
La ciudad fue dedicada al antiguo dios egipcio Horus. En épocas griega y romana, fue llamada Hermópolis, pues también estaba asociada con Hermes, el dios egipcio Dyehuty. Como Hermópolis, la ciudad fue visitada por numerosos geógrafos antiguos, como Esteban de Bizancio, Estrabón (xvii. p. 802), Claudio Ptolomeo (iv. 5. § 46), y el autor del "Itinerario de Antonio" (p. 154). 
En el siglo IV fue sede episcopal; Lequien menciona una docena de obispos de la ciudad, y entre ellos: Dracontius, hacia 354, que fue exiliado durante el reinado de Constancio; San Isidoro, su sucesor; y Dioscoros, el más viejo de los cuatro famosos monjes de Nitria. En el siglo VII cayó en manos de los musulmanes. 
En 1986 la población de Damanhur era de 188.939 habitantes. La provincia de Behera dispone de ricos cultivos que se elaboran en las industrias agrícolas de algodón y patata. También tiene mercado de algodón y arroz.

## Personajes destacados
- Ahmed H. Zewail, que ganó el premio Nobel de química en 1999, nació en Damanhur en 1946.